# Auf Ex!
Auf Ex! (Eigenschreibweise: Auf EX!) ist der Titel des am Freitag, dem 13. November 2020 erschienenen dreizehnten Studioalbums der deutschen Band Extrabreit. Die Veröffentlichung des vorherigen Albums lag zu diesem Zeitpunkt 12 Jahre zurück.

## Hintergrund

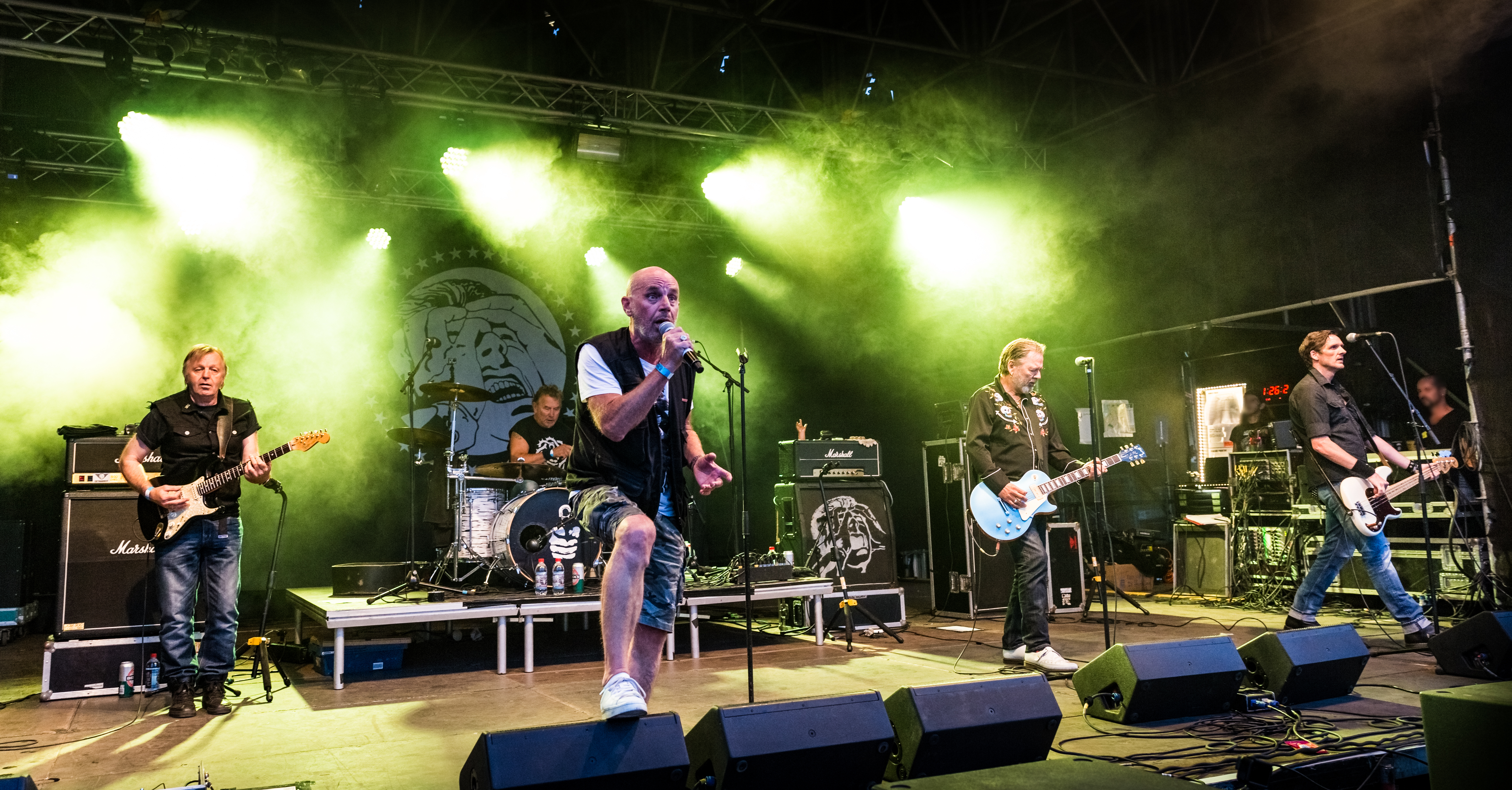
Extrabreit (2018)

Die Band hatte 2008 das Studioalbum Neues von Hiob veröffentlicht, das jedoch eher schwache Resonanz erfuhr. Rock Hard konstatierte beispielsweise, Extrabreit sei „für’s nächste Schützenfest sicherlich nach wie vor ’ne gute Wahl;“ mehr sei bei „so viel Durchschnitt“ aber nicht möglich. Der Eintritt in die Musikcharts gelang der Band damit nicht; der letzte Hitparadenerfolg mit einem Album stammte aus dem Jahr 1996 (Jeden Tag – Jede Nacht). Die Band bestritt jedoch kontinuierlich Konzerte und etablierte als jährlich wiederkehrendes Ereignis ihre Weihnachts-Blitztournee.
Gitarrist Stefan Kleinkrieg und Sänger Kai Havaii hatten bereits 2016 begonnen, vereinzelt Songideen aufzunehmen, diese aber nie ausgearbeitet. Beim Jahresabschlusskonzert 2019 in Hamburg war der ehemalige Musik-Verleger der Band, Michael Kramer, zu Gast und überzeugte die Gruppe davon, noch einmal ein Album aufzunehmen. Durch seine Vermittlung bekam die Band einen Vertrag mit dem Hamburger Label Premium Records.
Auf Ex! wurde in den Backyard76–Studios und im Schallsucht–Tonstudio in Hagen aufgenommen. Als Produzenten wirkten Michael Danielak (Grobschnitt) und Frank Kühnlein mit. Mixing und Mastering wurden ebenfalls im Schallsucht–Studio vorgenommen.
Nach Die Fressen aus dem Pott (13. August 2020) wurde am 19. Oktober 2020 Vorwärts durch die Zeit als zweite Single ausgekoppelt. Außerdem veröffentlichte die Gruppe eine auf 300 Exemplare limitierte und nummerierte Vinylsingle der Coverversion des Hans-Albers-Liedes Und über uns der Himmel, die bei Lesungen mit Kai Havaii und Stefan Kleinkrieg verkauft wurde.
Das Album erschien in mehreren, zum Teil unterschiedlichen Versionen. Die CD-Ausgabe im Digipak enthielt 13 Lieder. Neben der Schallplatte, die in limitierten Auflagen in Schwarz, Weiß (handsigniert, 250 Exemplare) und Pink (handsigniert, 250 Exemplare) angeboten wurde, gab es ein ebenfalls in begrenzter Stückzahl (500 Stück) angebotenes Boxset, das in einer Blechdose eine Sonderausgabe der CD mit drei Bonustracks, einen Flachmann und ein Zippo-Feuerzeug mit jeweils eingraviertem Bandlogo, einen Schlüsselanhänger, sowie eine handsignierte Autogrammkarte enthielt.
Der Vertrieb des Albums erfolgte durch Soulfood Music Distribution GmbH.

## Titelliste
| Nr. | Titel                    | Autor(en)                     | Länge |
| --- | ------------------------ | ----------------------------- | ----- |
| 1.  | Die Fressen aus dem Pott | Kai Havaii, Stefan Kleinkrieg | 3:39  |
| 2.  | Vorwärts durch die Zeit  | Havaii, Kleinkrieg            | 4:00  |
| 3.  | Robotermädchen           | Havaii, Kleinkrieg            | 2:28  |
| 4.  | Winter                   | Havaii, Kleinkrieg            | 3:04  |
| 5.  | Sonderbar                | Havaii, Kleinkrieg            | 3:04  |
| 6.  | Gib mir mehr davon       | Havaii, Kleinkrieg            | 4:19  |
| 7.  | Mary Jane                | Havaii, Kleinkrieg            | 3:09  |
| 8.  | Meine kleine Glock       | Havaii, Kleinkrieg            | 1:28  |
| 9.  | Ganz neuer Tag           | Havaii, Kleinkrieg            | 2:43  |
| 10. | Donnerstag               | Havaii, Kleinkrieg            | 3:58  |
| 11. | Kein Zurück              | Havaii, Kleinkrieg            | 3:21  |
| 12. | Seine Majestät, der Tod  | Havaii, Kleinkrieg            | 3:34  |
| 13. | War das schon alles?     | Havaii, Kleinkrieg            | 3:23  |

| Nr. | Titel                                                   | Autor(en)                      | Länge |
| --- | ------------------------------------------------------- | ------------------------------ | ----- |
| 1.  | Die Fressen aus dem Pott                                | Havaii, Kleinkrieg             | 3:39  |
| 2.  | Vorwärts durch die Zeit                                 | Havaii, Kleinkrieg             | 4:00  |
| 3.  | Robotermädchen                                          | Havaii, Kleinkrieg             | 2:28  |
| 4.  | Winter                                                  | Havaii, Kleinkrieg             | 3:04  |
| 5.  | Sonderbar                                               | Havaii, Kleinkrieg             | 3:04  |
| 6.  | Gib mir mehr davon                                      | Havaii, Kleinkrieg             | 4:19  |
| 7.  | Mary Jane                                               | Havaii, Kleinkrieg             | 3:09  |
| 8.  | Meine kleine Glock                                      | Havaii, Kleinkrieg             | 1:28  |
| 9.  | Ganz neuer Tag                                          | Havaii, Kleinkrieg             | 2:43  |
| 10. | Donnerstag                                              | Havaii, Kleinkrieg             | 3:58  |
| 11. | Kein Zurück                                             | Havaii, Kleinkrieg             | 3:21  |
| 12. | Seine Majestät, der Tod                                 | Havaii, Kleinkrieg             | 3:34  |
| 13. | War das schon alles?                                    | Havaii, Kleinkrieg             | 3:23  |
| 14. | Und über uns der Himmel (Bonustrack, Hans-Albers-Cover) | Michael Freytag, Theo Mackeben | 2:59  |
| 15. | Immer wieder Extrabreit (Demo) (Bonustrack)             | Havaii, Kleinkrieg             | 2:59  |
| 16. | Geiles Teil (Demo) (Bonustrack)                         | Havaii, Kleinkrieg             | 3:01  |

## Rezeption

### Rezensionen
Die Zeitschrift Stereoplay schrieb, Extrabreit böten ihre „bewährten Zutaten“ an: „typische Schuffle-Grooves, Uptempo-Punk, selbstironischer Rotz-Rock und breitbeinige Hymnen.“
Für das Internetmagazin Sharpshooter Pics schrieb Dany Wedel, die Gruppe präsentiere „satte 16 abwechslungsreiche Stücke“ und bilanziert: „Klasse Album!“ Es biete „eine Menge guten Stoff.“ Natürlich erfänden Extrabreit „den Punk nicht neu,“ aber sie böten „guten, qualitativen Rock mit überwiegend sehr guten Texten.“ Der Sound sei „klar, die Spielweise bodenständig und nie, nie niemals“ bekämen die Hörer „08/15-Altherren Rock“ geboten.
FFM Rock meinte, bei diesem Album regiere „dreckiger Rock mit einem Schuss Punk,“ dazu gebe es Texte, die „ein sehr breites Spektrum an Themen“ abdeckten. So rechne beispielsweise Meine kleine Glock mit Waffennarren ab, und Mary Jane preise „die Vorzüge der gleichnamigen Dame“ an. Die Band „gehöre in Sachen Deutschrock“ immer noch „mit zum Besten was es zu Hören“ gebe. Hier verbänden sich „Melodie, Power und intelligente Texte zu einem Sound, der auch nach gut 40 Jahren unverkennbar“ sei.

### Charts und Chartplatzierungen
Auf Ex! erreichte in Deutschland Rang 13 der Albumcharts und konnte sich eine Woche in den Charts positionieren. Es ist für Extrabreit der erste Charterfolg in den deutschen Albumcharts nach 24 Jahren. Mit Rang 13 stellt Auf Ex! die beste Chartnotierung in den deutschen Albumcharts seit 38 Jahren dar, zuletzt platzierte sich das dritte Studioalbum Rückkehr der phantastischen 5! mit Rang fünf besser in Charts. Extrabreit erreichten mit Auf Ex! zum insgesamt sechsten Mal die deutschen Albumcharts. Darüber hinaus belegte das Album Rang 6 der deutschen deutschsprachigen Albumcharts.